# سوني ونايت
سوني ونايت (بالإنجليزية: Sonny Knight)‏ هو موسيقي أمريكي، ولد في 17 مايو 1934 في مايوود في الولايات المتحدة، وتوفي في 5 سبتمبر 1998 في ماوي في الولايات المتحدة.

## وصلات خارجية
- سوني ونايت على موقع ميوزك برينز (الإنجليزية)
- سوني ونايت على موقع أول ميوزيك (الإنجليزية)
- سوني ونايت على موقع ديسكوغز (الإنجليزية)